# Oberpirkanmaa

Lage von Oberpirkanmaa

Die Verwaltungsgemeinschaft Oberpirkanmaa (finnisch Ylä-Pirkanmaan seutukunta) ist eine von sechs Verwaltungsgemeinschaften (seutukunta) der finnischen Landschaft Pirkanmaa. Zu ihr gehören die folgenden vier Städte und Gemeinden:
- Juupajoki
- Mänttä-Vilppula
- Ruovesi
- Virrat

Am 1. Januar 2007 wurde die Gemeinde Längelmäki auf die Städte Orivesi und Jämsä aufgeteilt, was auch eine Änderung der Grenzen der Verwaltungsgemeinschaft bewirkte. Zum Jahresbeginn 2009 wurde die zuvor zu Oberpirkanmaa gehörige Gemeinde Kuru nach Ylöjärvi eingemeindet und wechselte so in die Verwaltungsgemeinschaft Tampere.